# Ernst Reiter
Ernst Reiter (Ruhpolding, 31 de octubre de 1962) es un deportista alemán que compitió para la RFA en biatlón.
Participó en dos Juegos Olímpicos de Invierno, obteniendo una medalla de bronce en cada edición, Sarajevo 1984 y Calgary 1988, ambas en la prueba por relevos. Ganó una medalla de bronce en el Campeonato Mundial de Biatlón de 1987.

## Palmarés internacional
| Representando a la RFA |                              |                   |         |
| Juegos Olímpicos       |                              |                   |         |
| Año                    | Lugar                        | Medalla           | Prueba  |
| 1984                   | Sarajevo (Yugoslavia)        | Medalla de bronce | Relevos |
| 1988                   | Calgary (Canadá)             | Medalla de plata  | Relevos |
| Campeonato Mundial     |                              |                   |         |
| Año                    | Lugar                        | Medalla           | Prueba  |
| 1987                   | Lake Placid (Estados Unidos) | Medalla de bronce | Relevos |